# (5183) Robyn
(5183) Robyn (1990 OA1) – planetoida z pasa głównego asteroid okrążająca Słońce w ciągu 4,12 lat w średniej odległości 2,57 j.a. Odkryta 22 lipca 1990 roku.